# Mestas de Con
Mestas de Con es una parroquia y lugar del concejo de Cangas de Onís en el Principado de Asturias. 

## Patrimonio
La iglesia de San Pedro en Con, situada entre Llano de Con y Mestas de Con, concejo de Cangas de Onís (Asturias, España), es una iglesia del románico popular, de nave única y cabecera cuadrada. 
La cabecera, hoy abierta por dos arcos de medio punto con impostas, estuvo unida a unos compartimentos laterales desaparecidos.
La cubierta es de madera en la nave y bóveda de arista en el ábside. Como elementos decorativos destacables se conservan las portadas románicas de las fachadas occidental y meridional y el arco de triunfo sobre columnas adosadas. 
Toda la zona de la cerca se encuentra decorada con pinturas murales del siglo XVIII, constituyendo una de las escasas muestras de arquitectura popular con decoración pictórica anterior al siglo XIX.

## Entidades de población
La parroquia cuenta con las siguientes entidades de población (entre paréntesis la toponimia asturiana oficial en asturiano según el Instituto Nacional de Estadística):
1. Con, lugar
2. Gamonedo, lugar (Gamonéu)
3. Llano de Con, lugar (Llanu)
4. Mestas de Con, villa (Mestas)
5. Soto de la Ensertal, lugar (Sotu l'Ensertal)